# Tiro ai Giochi della V Olimpiade - Pistola libera individuale
La competizione della pistola libera individuale  di tiro a segno ai Giochi della V Olimpiade si tenne il 1º luglio 1912 a Kaknäs, Djurgården, Stoccolma.

## Risultati
Distanza 50 metri. 60 colpi divisi in 10 serie da 6 colpi ciascuna.
| Pos.    | Atleta                           | Nazione     | Punti |
| ------- | -------------------------------- | ----------- | ----- |
| Oro     | Al Lane                          | Stati Uniti | 499   |
| Argento | Peter Dolfen                     | Stati Uniti | 474   |
| Bronzo  | Charles Stewart                  | Regno Unito | 470   |
| 4       | Georg de Laval                   | Svezia      | 470   |
| 5       | Erik Boström                     | Svezia      | 468   |
| 6       | Horatio Poulter                  | Regno Unito | 461   |
| 7       | Harry Sears                      | Stati Uniti | 459   |
| 8       | Nikolaj Panin-Kolomenkin         | Russia      | 457   |
| 9       | John Dietz                       | Stati Uniti | 454   |
| 10      | Léon Johnson                     | Francia     | 454   |
| 11      | Ivan Törnmarck                   | Svezia      | 453   |
| 12      | Eric Carlberg                    | Svezia      | 452   |
| 13      | Reginald Sayre                   | Stati Uniti | 452   |
| 14      | Lars Jørgen Madsen               | Danimarca   | 452   |
| 15      | André Regaud                     | Francia     | 447   |
| 16      | Vilhelm Carlberg                 | Svezia      | 446   |
| 17      | Georgy Panteleymonov             | Russia      | 442   |
| 18      | Iōannīs Theofilakīs              | Grecia      | 441   |
| 19      | Dmitry Kuskov                    | Russia      | 438   |
| 20      | Hugh Durant                      | Regno Unito | 433   |
| 21      | Laurits Larsen                   | Danimarca   | 432   |
| 22      | Hans Roedder                     | Stati Uniti | 431   |
| 23      | Harald Ekwall                    | Cile        | 430   |
| 24      | Albert Kempster                  | Regno Unito | 426   |
| 25      | Fredrik Nyström                  | Svezia      | 426   |
| 26      | Frangiskos Mavrommatis           | Grecia      | 425   |
| 27      | Sándor, Count Török de Szendrő   | Ungheria    | 424   |
| 28      | Heikki Huttunen                  | Finlandia   | 424   |
| 29      | Robert Löfman                    | Svezia      | 423   |
| 30      | Konstantinos Skarlatos           | Grecia      | 420   |
| 31      | Grigory Shesterikov              | Russia      | 420   |
| 32      | Peter Jones                      | Regno Unito | 417   |
| 33      | Nikolaj Mel'nickij               | Russia      | 414   |
| 34      | Pavel Voyloshnikov               | Russia      | 413   |
| 35      | William McClure                  | Regno Unito | 411   |
| 36      | Paul Palén                       | Svezia      | 410   |
| 37      | Gideon Ericsson                  | Svezia      | 408   |
| 38      | Félix Alegría                    | Cile        | 406   |
| 39      | Adolf Schmal Junior              | Austria     | 406   |
| 40      | Frants Nielsen                   | Danimarca   | 406   |
| 41      | Niels Larsen                     | Danimarca   | 405   |
| 42      | Gustaf Boivie                    | Svezia      | 401   |
| 43      | Peter Sofus Nielsen              | Danimarca   | 397   |
| 44      | Gerhard Bock                     | Germania    | 395   |
| 45      | Edward Tickell                   | Regno Unito | 387   |
| 46      | Amos Kash                        | Russia      | 384   |
| 47      | Alexandros Theofilakīs           | Grecia      | 369   |
| 48      | Gustaf Stiernspetz               | Svezia      | 357   |
| 49      | Walter Winans                    | Stati Uniti | 356   |
| 50      | Anders Peter Nielsen             | Danimarca   | 355   |
| 51      | Hugo Cederschiöld                | Svezia      | 352   |
| 52      | Zoltán Jelenffy-Tóth von Csejthe | Ungheria    | 348   |
| 53      | Edmond Bernhardt                 | Austria     | 245   |
| 54      | Heinrich Hoffmann                | Germania    | 189   |